# Станфорд (Монтана)
Станфорд (енгл. Stanford) град је у америчкој савезној држави Монтана.

## Демографија
По попису из 2010. године број становника је 401, што је 53 (-11,7%) становника мање него 2000. године.
| Група             | 2000.       | 2010.       |
| Белци             | 446 (98,2%) | 385 (96,0%) |
| Афроамериканци    | 1 (0,2%)    | 1 (0,2%)    |
| Азијати           | 0 (0,0%)    | 0 (0,0%)    |
| Хиспаноамериканци | 2 (0,4%)    | 6 (1,5%)    |
| Укупно            | 454         | 401         |